# Charles Burnett
Charles Burnett est un réalisateur, scénariste, directeur de la photographie, producteur, monteur et acteur américain né le 13 avril 1944 à Vicksburg, Mississippi (États-Unis).

## Biographie

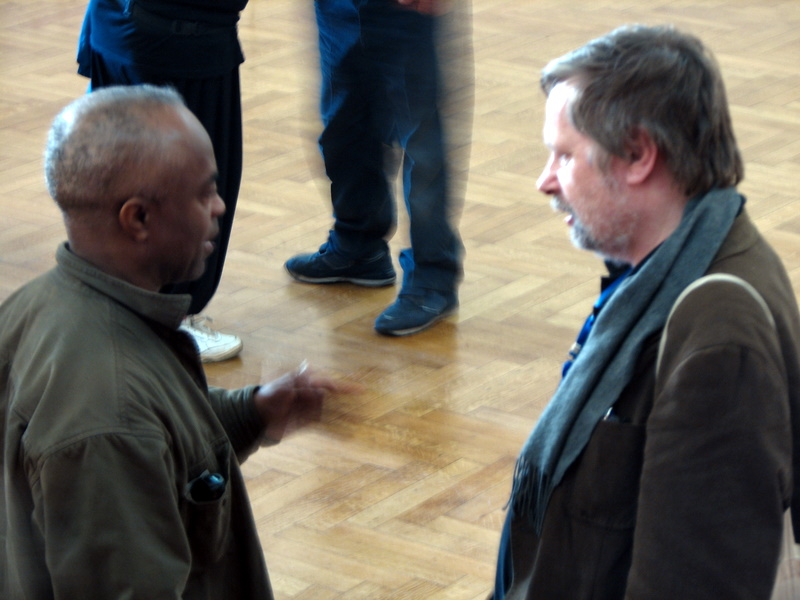
Charles Burnett (à gauche) avec Guido Convents en 2007.

Comme beaucoup d'autres familles noires, ses parents décident de quitter le Mississippi pour la Californie lors du second mouvement de migration des Afro-Américains qui débute dans les années 1940. Ils cherchent à profiter du dynamisme de l'industrie de la défense, en pleine explosion à la suite de la Seconde Guerre mondiale, pour obtenir de meilleures conditions de vie, et notamment le droit de vote. Burnett grandit donc à Los Angeles dans le quartier de Watts. Il décroche un baccalauréat et commence par suivre des études pour devenir électricien, mais attiré par le cinéma et la photographie, il s'inscrit à l'école de théâtre, de cinéma et de télévision de l'Université de Californie à Los Angeles (UCLA).
Les travaux les plus significatifs de Burnett décrivent la vie de Noirs Américains de la classe moyenne urbaine, dans un style quasi-documentaire qui peut être rapproché du néoréalisme italien. On en trouvera une illustration dans son premier long métrage Killer of Sheep (1977). Peu diffusé lors de sa première sortie à cause de problèmes de droits liés à la bande-son, il acquiert cependant une certaine réputation dans le milieu cinématographique américain. En 1990, il est sélectionné pour figurer dans le National Film Registry de la Bibliothèque du congrès. En 2007, les questions de droits enfin éclaircies, le film connaît une nouvelle sortie aux États-Unis, prolongée en 2008 en France. Il réalise son second long-métrage My brother's Wedding en 1983, puis To Sleep with Anger en 1990, film qui obtient l'Independent Spirit Awards du meilleur réalisateur, du meilleur scénario et du meilleur acteur. En 1993, Charles Burnett réalise The Glass Shield, un drame urbain sur la corruption et le racisme qui gangrène la police de Los Angeles. Il réalise également de nombreux documentaires pour la télévision et signe un volet de la série The Blues produite par Martin Scorsese. En 2007, il réalise un nouveau long-métrage Namibia: The Struggle for Liberation, dans lequel il brosse un portrait du leader indépendantiste namibien Samuel Nujoma.

## Récompenses
Il a reçu le Prix MacArthur en 1988.

## Filmographie

### comme réalisateur
- 1969 : Several Friends
- 1973 : The Horse
- 1977 : Killer of Sheep
- 1983 : My Brother's Wedding (en)
- 1990 : La Rage au cœur (To Sleep With Anger)
- 1991 : America Becoming
- 1994 : L'Insigne de la honte (The Glass Shield)
- 1995 : When It Rains
- 1996 : Nightjohn (en) (TV)
- 1998 : The Wedding (en) (TV)
- 1998 : Dr. Endesha Ida Mae Holland
- 1999 : Selma, Lord, Selma (en) (TV)
- 1999 : The Annihilation of Fish (en)
- 2000 : Olivia's Story
- 2000 : Finding Buck McHenry (TV)
- 2002 : American Family (en) (série TV)
- 2003 : Nat Turner: A Troublesome Property (en)
- 2003 : For Reel? (TV)
- 2003 : Devil's Fire (Histoire du blues produit par Martin Scorsese Presents)
- 2009 : Namibia avec Danny Glover
- 2009 : Une si longue absence (Relative Stranger) (TV)

### comme scénariste
- 1977 : Killer of Sheep
- 1983 :  My Brother's Wedding (en)
- 1984 : Bless Their Little Hearts (en)
- 1990 : La Rage au cœur (To Sleep with Anger)
- 1991 : America Becoming
- 1994 : L'Insigne de la honte (The Glass Shield)
- 2003 : Nat Turner: A Troublesome Property (en)
- 2003 : For Reel? (TV)

### comme directeur de la photographie
- 1977 : Killer of Sheep
- 1979 : Bush Mama (en)
- 1982 : A Different Image (en)
- 1983 :  My Brother's Wedding (en)
- 1984 : Bless Their Little Hearts (en)
- 1986 : Crocodile Conspiracy
- 1989 : Guests of Hotel Astoria

### comme producteur
- 1977 : Killer of Sheep
- 1983 :  My Brother's Wedding (en)
- 2003 : For Reel? (TV)

### comme monteur
- 1977 : Killer of Sheep
- 1982 : Illusions
- 2000 : Olivia's Story

### comme acteur
- 2000 : Olivia's Story : Umpire
- 2017 : We Blew It de Jean-Baptiste Thoret : lui-même